# Coïncidence (informatique)
Pour les articles homonymes, voir Coïncidence (homonymie).
En informatique, l'opérateur logique coïncidence, également NON-OU exclusif (XNOR) et équivalence logique, peut se définir par la phrase suivante :
« La sortie est VRAI si et seulement si les deux entrées sont identiques ».
On peut noter qu'il s'agit de la négation du OU exclusif, souvent noté XOR. On le nomme parfois (bien qu'abusivement) « identité » ou encore ET exclusif (XAND).
Son symbole est traditionnellement un point ("DOT" en anglais) dans un cercle : « ⊙ ».

## Définition
Appelons A et B les deux opérandes considérés. Convenons de représenter leur valeur ainsi :
1 = VRAI

0 = FAUX
L'opérateur XNOR est défini par sa table de vérité, qui indique pour toutes les valeurs
possibles de A et B la valeur du résultat S :

| Entrée | Entrée | Sortie   |
| A      | B      | A XNOR B |
| 0      | 0      | 1        |
| 0      | 1      | 0        |
| 1      | 0      | 0        |
| 1      | 1      | 1        |

## Quelques propriétés mathématiques
- {\displaystyle a\odot a=1}
- {\displaystyle a\odot 0={\bar {a}}}
- {\displaystyle a\odot 1=a}
- {\displaystyle a\odot {\bar {a}}=0}
- Commutativité {\displaystyle a\odot b=b\odot a}
- Associativité {\displaystyle a\odot (b\odot c)=(a\odot b)\odot c=a\odot b\odot c} mais {\displaystyle \bigodot (a,b,c)\neq a\odot b\odot c}
- {\displaystyle a\odot b={\overline {a\oplus b}}} et {\displaystyle a\odot b\odot c=a\oplus b\oplus c} où {\displaystyle \oplus } est le OU exclusif.
- {\displaystyle a\odot b=ab+{\overline {a}}\cdot {\overline {b}}}
- {\displaystyle a\odot b=0} si et seulement si {\displaystyle a\neq b}

## Application en électronique
Exemple d'utilisation : Le Circuit intégré 747266 TTL ou le circuit intégré CMOS 747266 intègre quatre portes logiques du type NON-OU exclusif.
Illustration : Exemple : La lampe s'allume si l'on appuie sur rien, ou si l'on appuie sur « a » et « b » simultanément.
Équations
{\displaystyle S=a\odot b}
{\displaystyle S={\overline {a\oplus b}}}
{\displaystyle S=ab+{\overline {a}}{\overline {b}}}
Symbole IEC

## Symbole informatique
En HTML, on le note ⊙.
En ASCII étendu, le code hexadécimal est 0x2299.